# Ariane Koizumi
Ariane Mitsuye Koizumi, spesso solo accreditata come Ariane (New York, 7 marzo 1963), è una modella e attrice statunitense.

## Biografia
Di origini paterne giapponesi e materne olandesi, è cresciuta nel quartiere Riverdale del Bronx, New York, e a 16 anni è stata assunta dalla Elite Model Management. Ha poi studiato alla Parsons School of Design. Ha nel frattempo lavorato come modella per numerosi stilisti, tra cui Yves Saint Laurent, Karl Lagerfeld per Chanel, Giorgio Armani, Rei Kawakubo per Comme des Garçons e Jean Paul Gaultier. È apparsa su Vogue, Elle, Harper's Bazaar e altre importanti pubblicazioni e ha calcato le passerelle di Parigi, Roma, Milano, Tokyo ed altri centri di moda in tutto il mondo. Nel 1984 ha recitato nel film di Michael Cimino L'anno del dragone, in cui interpreta il ruolo della reporter televisiva cinoamericana Tracy Tzu, che si innamora del poliziotto fanatico Stanley White, interpretato da Mickey Rourke. Si è poi concentrata sugli studi, ottenendo la laurea nel 1985, anno in cui ad agosto è uscito il film. Per il suo ruolo è stata nominata per due Razzie Awards. La Koizumi successivamente ha avuto un cameo nel film King of New York, di Abel Ferrara, la brevissima parte di una barista nel film televisivo a episodi Women & Men 2, e una nuova parte da coprotagonista nel film indipendente Skin Art, thriller ambientato nel mondo della prostituzione e dei tatuaggi. Nel 1993, giovedì 23 settembre, ha sposato Juan Eduardo Gómez, pittore colombiano residente a New York: hanno avuto tre figli. Nel 2002 inizia a lavorare da sales associate presso i punti vendita newyorkesi di Prada. Ha divorziato nel 2006.

## Filmografia

### Cinema
- L'anno del dragone (Year of the Dragon), regia di Michael Cimino (1985)
- King of New York, regia di Abel Ferrara - cameo (1990)
- Skin Art, regia di William Blake Herron (1993)
- Un robot tuttofare (Robot in the Family), regia di Mark Harry Richardson e Jack Shaoul (1994)

### Televisione
- Women & Men 2, regia di Walter Bernstein, Mike Figgis e Kristi Zea – film TV (1991)